# Cartierul Gării din Baia Mare
Cartierul Gării se centreaza în jurul gării municipiului Baia Mare și este situatează în zona de vest a acestuia.